# Dorota Baranowska
Dorota Baranowska (ur. 19 stycznia 1975 roku) – polska aktorka teatralna, telewizyjna i filmowa. Absolwentka Wydziału Lalkarskiego PWST we Wrocławiu (1998).

## Teatr
W latach 1998–2000 występowała we Wrocławskim Teatrze Pantomimy. Współpracowała też z teatrami warszawskimi: Na Woli (1994), Adekwatnym (1997, 2002), Staromiejskim (2000), Grupą Mexyk (2003), Teatrem Wytwórnia (2005, 2006), a także z Teatrem Powszechnym im. Jana Kochanowskiego w Radomiu (2003-2005).

### Spektakle teatralne
- 1994 – Szatan z VII klasy jako Wanda Gąsowska (reż. Witold Skaruch, Maciej Wojtyszko)
- 1997 – Pan Tadeusz jako Zosia (reż. Maria Teresa Wójcik, Henryk Boukołowski)
- 2000 – Ania z Zielonego Wzgórza jako Ania Shirley
- 2002 – Kopciuszek jako Kopciuszek (reż. M. T. Wójcik)
- 2003 – Laski jako Kama (reż. Jarosław Tochowicz)
- 2003 – Wieczór kawalerski jako Julie (reż. Krzysztof Galos)
- 2003 – Sweeney Agonistes jako Doris (reż. Jacek Papis)
- 2004 – Argonauci jako Patrycja (reż. J. Papis)
- 2004 – Waszenasze miasto (reż. J. Papis)
- 2004 – Przygody Sindbada Żeglarza, cz. I jako Piruza / Hinduska / Księżniczka (reż. J. Papis)
- 2005 – Przygody Sindbada Żeglarza, cz. II jako Księżniczka Mila (reż. J. Papis)
- 2005 – Święta Teresa & DVD jako Prezenterka TV (reż. J. Tochowicz)
- 2005 – Komponenty jako Dziewczynka (reż. J. Papis)
- 2006 – Kraniec jako Iwona (reż. Piotr Nowak)

## Filmografia
- 2000-2003: Klan jako Koleżanka Olki z liceum
- 2000: Krótka historia o znikaniu
- 2002: Graczykowie, czyli Buła i spóła jako Brygida, siostrzenica Krzyny
- 2003-2007: Na Wspólnej jako Rehabilitantka Gosia
- 2003: Na dobre i na złe jako Aspirantka policji
- 2004: Czego się boją faceci, czyli seks w mniejszym mieście jako Maria hipiska, koleżanka Marzeny
- 2005: Defekt
- 2005: 1409. Afera na zamku Bartenstein jako Córka młynarza
- 2007: Kryminalni jako Ewa, szefowa fundacji dobroczyńca (odc.69)
- 2013: Lekarze jako Hanna (odc. 38)

## Informacje dodatkowe
- Ma 156 cm wzrostu.